# Лудвиг I Савойски-Ракониджи
Вижте пояснителната страница за други личности с името Лудвиг Савойски.
Лудвиг I Савойски-Ракониджи, с прозвище „Извънбрачни Ахейски“ (на италиански: Lodovico I di Savoia-Racconigi, il bastardo di Acaia; * ок. 1390, Неапол, Неаполитанско кралство, † 1459) е родоначалник на кадетската линия на Савойската династия с име Савоя-Ракониджи. Той е господар (сеньор) на Панкалиери (от 1407 г.), Ракониджи и Милябруна (от 23 февруари 1414 г.), Кастелрайнеро и Кавур (от 1417 г.), рицар на Върховния орден на Пресветото Благовещение (от 13 февруари 1434 г.), херцогски маршал (1454 г.).

## Произход
Лудвиг е извънбрачен син на Лудвиг Савойски-Ахая (* 1364 † 1418 ), господар на Пиемонт и титулярен княз на Ахая, и на неаполитанска благородничка. Вероятно е роден през 1390 г., но баща му го признава едва през 1407 г. поради липсата на законни наследници.
Има един вероятен полубрат, роден от извънбрачна връзка на баща му.

## Биография
На 12 август 1413 или 1416 г. баща му Лудвиг дава като апанаж на него и на неговите бъдещи синове и дъщери (законородени или не) замъците, местата, юрисдикциите, имотите и феодалните приходи от Панкалиери, Озазио, Кастелрайнеро, Ракониджи и Милябруна Инвеститурата е потвърдена от савойския херцог Амадей VIII Савойски на 12 юни 1430 г.
Военен в служба на херцог Амадей VIII Савойски, Лудвиг I участва във военните конфликти, водени от херцога, и през 1422 г. пленява Бонифаций, маркграф на Чева. По-късно предприема няколко дипломатически мисии от името на Савойските херцози.
През 1434 г. е номиниран за кавалер на Върховния орден на Пресветото Благовещение.
В памет на неговата служба в полза на Савойските херцози той е назначен за Маршал на Савоя през 1436 г., оставайки на този пост до 1455 г.
Умира през 1459 г. след интензивен живот на заемане на висши административни постове.
Актът на инвеститурата му се съхранява в Общинския архив на град Ракониджи, Северна Италия, в кат. IV, сноп 116, папка 6 (categoria IV, mazzo 116, fascicolo 6).

## Брак и потомство
∞ 3 ноември 1412 за Алис дьо Монбел († 1454/1464), дъщеря на Гиг дьо Монбел, господар на Антръмон и на Монбел, и на втората му съпруга Катерина дьо Мобек. Според френския историк Самюел Гишенон те имат двама сина и една дъщеря, а според уеб страницата Foundation of Medieval Genealogy имат двама сина и четири дъщери:
- Франциск Савойски-Ракониджи († пр. 1 януари 1503), наследник на Лудвиг,[11] господар на Ракониджи и на Милябруна с ½ Панкалиери и Кастелрайнеро (херцогски дар от 27 март 1461 г.), губернатор на Верчели (1465/1467);[1] ∞ за Катерина дьо Сесел, дъщеря на Йоан дьо Сесел, господар на Баря и на Ла Рошет,[12] маршал на Савоя, и на първата му съпруга Маргарита дьо ла Шамбър от виконтите на Мориен; имат двама сина и една дъщеря; има и един извънбрачен син;[13]
- Мария Савойска-Ракониджи[11] († 1471[1] или сл. 1477,[2] погребана в Ла Рошет), ∞ 12 октомври 1449 (договор) за Аймон дьо Сесел д'Е († 1466[1] или ок. края на 1470/нач. на 1471, погребан в Ла Рошет[2]), виконт на Мориен, граф на Ла Шамбър[14] (15 август 1466), син на Жан дьо Сесел, господар на Баря и на Ла Рошет,[12] маршал на Савоя, и на първата му съпруга Маргарита дьо ла Шамбър; имат един син и една дъщеря;[15]
- Лудвиг Савойски-Ракониджи († пр. 1503), господар на Озазио, Кавур и Кастелрайнеро,[11] ∞ 1493 за Франческа ди Салуцо, дъщеря на Угонино ди Салуцо, господар на Карде, губернатор на Пинероло, и на съпругата му Маргарита дьо ла Палю; имат трима сина;[1][2]
- Алисия Савойска-Ракониджи († сл. 11 януари 1464), ∞ 8 март 1460 (договор) за маркиз Иноченцо Фиески († 1492), господар на Масерано и син на Лодовико Фиески, граф на Лаваня[2]
- Барбара Савойска-Ракониджи († сл. 1464), ∞ за Галеацо ди Салуцо от маркграфовете на Салуцо, съгосподар на Мулацано и Фариляно;[1][2]
- Лучия Савойска-Ракониджи (неизв.), ∞ за Конрено Роеро д'Асти,[1] господар на Калосо.[2]